# جسر ثلاثي
الجسر الثلاثي (السلوفينية (Tromostovje)، في المصادر الاقدم Tromostje) هو مجموعة من ثلاثة جسور على نهر ليوبليانيكا. يربط مدينة ليوبليانا التاريخية التي تعود للقرون الوسطى، على ضفة، ومدينة ليوبليانا الحديثة، عاصمة سلوفينيا، على الضفة الأخرى.

## تصميم
بُني الجسر المركزي جزئياً من الحجر الجيري. بُنيت الأجزاء الأُخرى من الخرسانة. الدرابزينات مع 642 درابزين مصنوعة من الخرسانة الصناعية. المنصة مُغطاة بقطع من الجرانيت التي وُضعت عام 2010. سابقاً، كانت المنصة مُغطاة بالاسفلت.

## تاريخ
كان هناك ذِكرٌ لجسر خشبي في هذا الموقع عام 1280. في البداية كان يُسمى الجسر القديم (Stari most) ولاحقاً سُمي بالجسر السفلي (Spodnji most)، على عكس الجسر العلوي الذي بُني في موقع جسر الإسكافيون (Cobblers' Bridge) في نفس القرن. كما سُمي بِالجسر القريب (Špital Bridge). أُعيد بناؤه من جديد بعد حريق عام 1657.

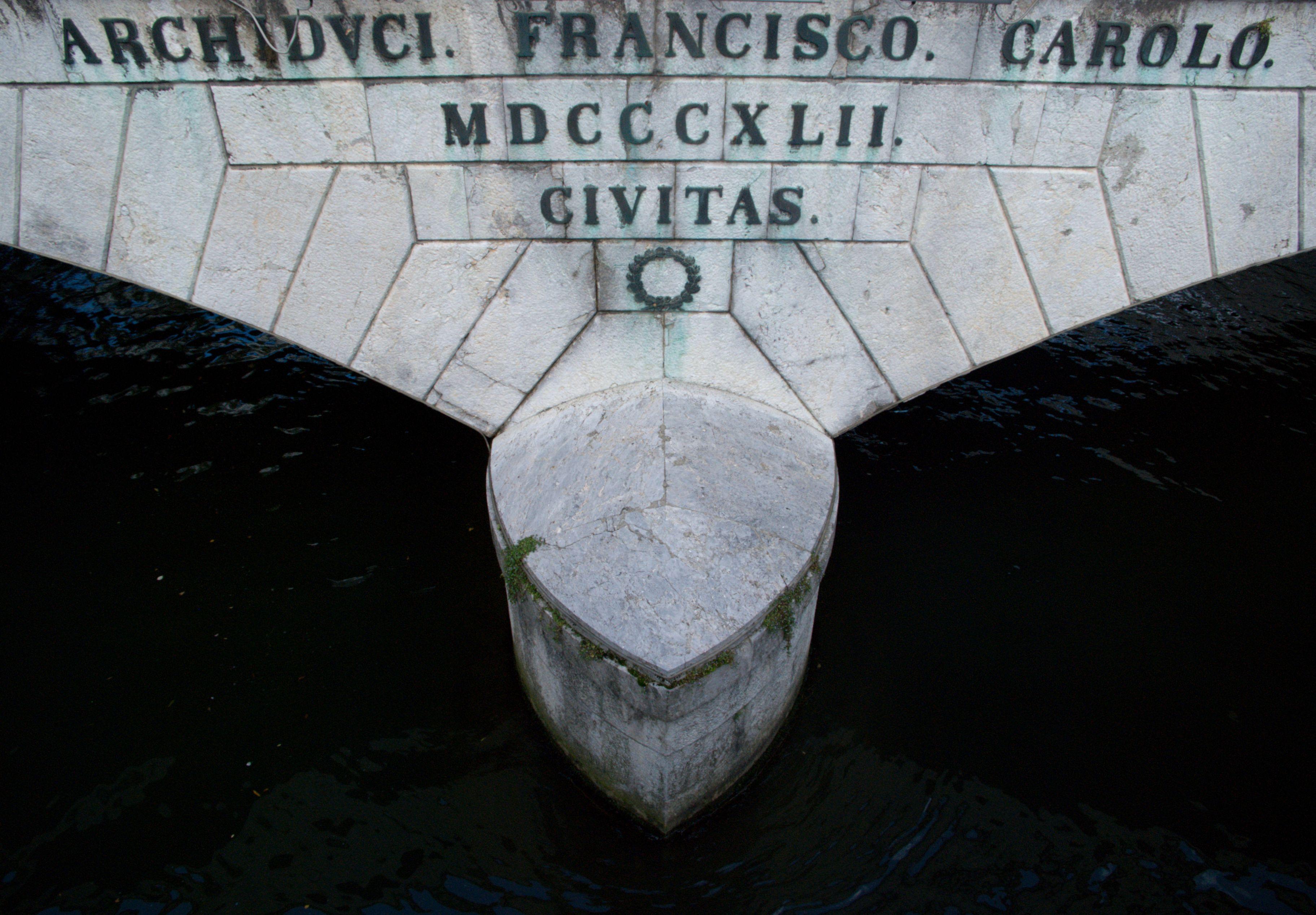
النقش اللاتيني على الجانب العلوي من الجسر المركزي " إلى الأرشيدوق كارل فرانز من المدينة عام 1842"

في عام 1842، أُستبدل الجسر السفلي بجسر جديد من تصميم جيوفاني بيكو، المهندس المعماري الإيطالي من فيلاخ، وسماه جسر فانز، على شرف أرشيدوق فرانز كارل من النمسا. كما أصبح يُعرف باسم جسر الفرنسيسكان. كان لهذا الجسر، الذي أُفتتح في 25 سبتمبرعام 1842، قوسين وسياج معدني. حوفظ على أساسيات هذا الجسر حتى يومنا هذا، والذي يتضح
من النقش اللاتيني المكتوب عليه ".ARCHIDVCI. FRANCISCO. CAROLO. MDCCCXLII. CIVITAS" والذي يعني «إلى الأرشيدوق فرانز كارل من المدينة عام 1842».
من أجل حماية الجسر من ازدحام حركة المرور، قام المهندس المعماري جوزي بليكنيك في عام 1929 بتمديد الجسر مع اثنين من جسور المشاة بزاوية صغيرة من كل جانب. بالتعاون مع تلميذه سيريل تافار، الذي رسم المخطط، قام بنشر الاقتراح في نفس السنة في مجلة ليوبليانسكي زفون. بدأ البناء في عام 1931 واستمر حتى ربيع 1932. أُفتتح الجسر لحركة المرور في ابريل 1932.
جُدد الجسر في عام 1992. منذ عام 2007، أصبحت هذه الجسور الثلاثة جزءاً من منطقة المشاة فقط في ليوبليانا.

## تصور
- يُعرض نموذج الجسر في بروكسل.

- في 23 يناير 2012، احتفالا بالذكرى 140 لميلاد جوزي بليتشنيك، عُرضت صورة للجسر الثلاثي كشعار رسمي على صفحة جوجل (Google logo (Doodle في سلوفانيا.[7]

## روابط خارجية
- 44 مسافراً دولياً يشاركون تجربتهم مع الجسرالثلاثي على موقع VirtualTurist.com
- عرض افتراضي بانورامي تفاعلي للجسر الثلاثي بواسطة Burger.si
- فيديو يوتيوب على الجسر الثلاثي من خلال دليل السفر InYourPocket